# روب ديكسون (مخرج)
روب ديكسون (بالإنجليزية: Rob Dickson)‏ هو لاعب كرة قدم أسترالية ومخرج أسترالي، ولد في 14 نوفمبر 1963 في أستراليا، وتوفي في 11 أبريل 2009 في جنوب أفريقيا بسبب حادث مرور.

## وصلات خارجية
- روب ديكسون على موقع IMDb (الإنجليزية)

- روب ديكسون على موقع AustralianFootball.com (الإنجليزية)
- روب ديكسون على موقع AFLtables.com (الإنجليزية)